# Petr Vítek
Petr Vítek (* 18. července 1976, Praha, Prosek) je český provozovatel kin, od roku 2013 ředitel královéhradeckého Bio Central a v letech 2013 až 2015 předseda Rady Státního fondu kinematografie.

## Životopis
Petr Vítek se narodil 18. července 1976 v Praze na Proseku. Jeho vášeň pro filmy podle jeho vlastních slov vzbudil film Bezstarostná jízda z roku 1969. V letech 1989 až 1993 absolvoval obor systémy CAD/CAM na SPŠS Novoborská. Poté nastoupil na Pedagogickou fakultu Univerzity Hradec Králové, kde studoval obor mediální a komunikační studia. V roce 2005 získal bakalářský titul. Od roku 1998 pracoval jako technický ředitel pražského kina Aero, které spolu s Pavlem Rajčanem a Ivem Anderlem obnovoval.
Od roku 2003 byl technickým konzultantem kina Centrál v Hradci Králové, od roku 2005 technickým ředitelem kina Světozor, od roku 2006 technický konzultant společnosti Aerofilms. V roce 2008 skončil ve funkci ředitele kina Aero a stal se ředitelem Pro-digi o.s., zabývajícím se podporou digitalizace kin v ČR a členem expertní komise pro digitalizaci při Evropské komisi v Bruselu.
V roce 2012 se královéhradecké kino Central dostalo do dluhů a ocitlo se ve správě insolvenčního správce. Novým provozovatelem se stal právě Petr Vítek, který nechal kino přejmenovat na původní název Bio Central, přičemž jeho cílem bylo promítat v kině spíše artovou produkci podobnou pražským kinům Aero, Oko či Světozor. V témže roce se také stal předsedou Rady Státního fondu kinematografie, svůj mandát vykonával do roku 2015 (do roku 2017 byl nadále jejím členem).